# Partito Laburista Brasiliano (1981)
Il Partito Laburista Brasiliano (in portoghese Partido Trabalhista Brasileiro, PTB) è stato un partito politico del Brasile.

## Storia
Il PTB non va confuso con il PTB fondato dai sostenitori di Getúlio Vargas nel 1945 e sciolto dal regime militare nel 1965. Il PTB "storico" era, infatti, un partito di sinistra, mentre l'attuale PTB è un partito conservatore.
Il PTB è stato fondato nel 1981, quando il regime militare permise la nascita del sistema pluripartitico. Il PTB ebbe come suo primo leader Ivete Vargas, nipote di Getúlio Vargas, presidente del Brasile tra il 1951 ed il 1954.
Alle elezioni politiche del 1982, le prime pluripartitiche, anche se non ancora completamente libere, il PTB ottenne il 4,5% dei consensi ed elesse 13 deputati. Il dato rimase inalterato in termini percentuali alle elezioni del 1986, ma il PTB elesse 5 deputati in più grazie all'aumento del numero complessivo di deputati. Alle politiche del 1990, il PTB incrementò di poco i voti (5,6%), ma riuscì ad eleggere addirittura 38 seggi, tanti quanti il Partito della Social Democrazia Brasiliana, che aveva ottenuto l'8,7% dei consensi. Le legislative del 1994 segnano una leggera flessione per il PTB sia in termini di voti (5,2%), che di seggi (31).
Alle elezioni legislative del 1998 il PTB raccolse il 5% dei voti ed ottenne 31 seggi. Alle successive elezioni del 2002 è sceso al 4,6% ed ha eletto 26 deputati. Alle elezioni del 2006 il partito totalizzò complessivamente il 4,7% delle preferenze e 22 deputati su 513 alla Camera, con un decremento di 4 deputati, mentre al Senato riuscì ad eleggere ben 3 senatori (buon risultato per un partito medio piccolo, ottenuto grazie alle alleanze elettorali), portando a 5 il numero totale dei propri senatori (su 81). Alle politiche del 2010, alla Camera il PTB calò al 4,2% ed elesse 21 deputati. Al Senato, invece, elesse un solo senatore sui due uscenti.